# Hoplitis bihamata
Hoplitis bihamata är en biart som först beskrevs av Costa 1885.  Hoplitis bihamata ingår i släktet gnagbin, och familjen buksamlarbin. Inga underarter finns listade i Catalogue of Life.